# Marthe Andersson
Marthe Andersson (* 1925 oder 1926; † 16. Januar 2003) war ein schwedischer Orientierungsläufer.
Andersson gewann 1955 in Kolmården die erste Nordische Meisterschaft im Orientierungslauf. Bei einer Siegerzeit von 1:55:17 h verwies er den Finnen Juhani Salmenkylä um über drei Minuten auf den zweiten Platz. Im inoffiziellen Staffellauf für Zehnermannschaften wurde die schwedische Staffel mit Andersson Zweiter. Der Rückstand auf die siegreichen Finnen betrug bei einer Siegerzeit von 21:07 h knapp sieben Minuten. Zum Ende der Saison wurde er als Orientierungsläufer des Jahres (Årets orienterare) in Schweden ausgezeichnet.
Mit der Staffel von IFK Lidingö gewann Andersson 1951 die Tiomila. Für diesen Verein gewann er 1960 auch zusammen mit Göran Malmberg und Ragnar Andersson die schwedische Staffelmeisterschaft.